# Kateřinská (Praha)
Kateřinská je ulice v Praze 2 na Novém Městě, která spojuje ulice Benátská a Ječná. Je dlouhá přibližně 500 metrů.

## Historie
Ulice se v 19. století nazývala Zahradnická, počátkem 20. století byla přejmenovaná na současný název. Ten odkazuje na klášter s kostelem svaté Kateřiny, založený v roce 1355 císařem Karlem IV.

## Poloha a dopravní funkce
Ulice začíná (podle číslování domů) na křižovatce s ulicemi Benátská, na kterou v přímém směru navazuje, a Pod Větrovem. Do první křižovatky je obousměrná, poté jednosměrná střídavě v různých směrech se zákazy vjezdu.
- křižovatka s ulicemi Lípová, U Nemocnice a Viničná
- křižovatka s ulicí Ke Karlovu
- odbočení do ulice Melounová

Končí v ulici Ječná.
Ulicí projíždí autobusová linka číslo 148.

## Významné body v ulici
- Dům U Černého kříže – č.p. 496/2; kulturní památka
- Dům U Dvou draků – č.p. 492/10
- Měšťanský dům – č.p. 489/14; kulturní památka
- dva barokní domy – č.p. 485/20; kulturní památka
- Ústav dějin lékařství – U Nemocnice, zadní trakt
- Klášter augustiniánek (Praha) – č.p. 468/30; bývalý klášter s kostelem svaté Kateřiny, zahrada, ohradní zeď a brána; kulturní památka
- 1. lékařská fakulta Univerzity Karlovy – č.p. 1660/32
- Střední průmyslová škola elektrotechnická – Ječná 517/30; roh ulic Kateřinská a Ke Karlovu (zadní trakt), bývalé Reálné gymnázium v Ječné
- Na místě budovy č.p. 466/40 se nacházelo letní cvičiště pražského Sokola
- zaniklý Kostel svatého Jana Evangelisty Na bojišti – č.p. 465/42; archeologické stopy, kulturní památka